# Кікучі Комакі
Комакі Кікучі (22 лютого 1997 , Кумамото ) — японська фехтувальниця на рапірах, бронзова призерка Олімпійcьких ігор 2024 року.

## Виступи на Олімпіадах
| Олімпіада  | Дисципліна      | Місце |
| ---------- | --------------- | ----- |
| Париж 2024 | командна рапіра | 3     |